# President’s Cup 2016
Der President’s Cup 2016 war ein Tennisturnier der ATP Challenger Tour 2016 für Herren und ein Tennisturnier des ITF Women’s Circuit 2016 für Damen in Astana. Sie fanden zeitgleich vom 25. bis 31. Juli 2016 statt.